# Sune Carlson
Sune Carlson (1909 - 22 de septiembre de 1999) fue un economista sueco. Se le considera un pionero en el establecimiento de los negocios internacionales como un área de investigación.

## Vida y obra
Carlson obtuvo su maestría en economía en la Escuela de Economía de Estocolmo en 1932 y su doctorado en la Universidad de Chicago en 1936.
En 1951, publicó "Executive Behavior", un estudio clásico sobre el comportamiento de los directores ejecutivos. En 1958, Carlson fundó el Departamento de Estudios Empresariales en la Universidad de Uppsala. Desde 1972 hasta 1979, fue miembro del comité que selecciona a los laureados para el Premio del Banco de Suecia en Ciencias Económicas en memoria de Alfred Nobel, el Comité del Premio de Economía, y sirvió como miembro asociado desde 1980.
Fue miembro de la Real Academia Sueca de Ciencias de la Ingeniería desde 1965 y de la Real Academia de Ciencias de Suecia desde 1972.

## Publicaciones seleccionadas
- Carlson, Sune. Study on the pure theory of production. (1939).
- Carlson, Sune. Executive behaviour: A study of the work load and the working methods of managing directors. Arno Press, 1951.
- Carlson, Sune. Executive behaviour. (1991).

Artículos, una selección
- Carlson, Sune. "International transmission of information and the business firm." The Annals of the American Academy of Political and Social Science 412.1 (1974): 55-63.